# Франческо Боромини
Франческо Боромини (итал. Francesco Borromini; Бисоне, Лаго ди Лугано, 25. септембар 1599 — Рим, 2. август 1667) био је италијански архитекта и вајар.
Један је од главних представника високог барока у архитектури. Богатом фантазијом и одважним конструкцијама остварује изванредно сликовите објекте код којих примењује најшири репертоар архитектонских декоративних елемената. Главна су му дела у Риму Црква светога Карлина(црква св. Carlo allle Quattro Fontane), Црква свете Агнесе на тргу Навона и неколико палата.

## Биографија
Према свим изворима, Боромини је био неуравнотежен човек, који је дигао руку на себе у тренутку нервног растројства. Био је син Ђованија Доменика Кастели Брумина и Анастасије Гараво, која је била далека рођака Карла Мадерне и Доменика Фонтане. У 68. години живота се у наступу беса пробо мачем и после два дана је умро. Цела два дана писао је свој дневник у којем је бележио своје последње тренутке живота и умирање. У Рим је дошао са севера, из Ломбардије. Отац му је био угледни архитекта, а најближи рођак био му је Карло Мадерна, један од најпознатијих архитеката у Риму тога доба. Следећи искуства обојице, Боромини је пре него што је дошао у Рим постао клесар. Свој таленат и снагу трошио је више од једне деценије клешући грбове, фестоне, балустраде на цркви Св. Петра.
На истој грађевини радио је ограду од кованог гвожђа. Архитектонских послова дуго није имао, Био је надзорник радова на градилиштима палате Барберини и Сан Андреа дела Вале. Обе грађевине је пројектовао Карло Мадерна, па се ту запослио по рођачкој линији. Мадерна је имао велики утицај на Бороминија, тако да је он изразио жељу да буде сахрањен у истој гробници са њим. После смрти Мадерне, радове на цркви Св. Петра водио је Бернини и Боромини је наставио да ради за њега. Бернини му је остављао велику слободу у раду, чак га је више усмеравао да се бави архитектуром него што је то Мадерна чинио. Њихов однос, међутим, од почетка је био обележен низом конфликата, јер су њихови карактери и њихов приступ архитектури били сувише различити. Бернини је у највећој мери био још увек “uomo universale” који је сликарство и скулптуру сматрао довољном подлогом за бављење архитектуром. Боромини је, међутим, био изразити практичар, градитељ и извођач радова. Иако су по годинама били скоро вршњаци постојала је разлика у статусу, што је сметало Бороминију. Бернини је, наиме, био слављен као прва личност римског градитељства, а Боромини је прешао тридесету без неких посебних признања. Године које је Боромини утрошио као извођач радова биле су за њега крајње понижавајуће и чекао је прилику да критикије Бернинија. То се догодило око 1645. године, када је Бернини имао проблема са стабилношћу кула које је желео да постави на крајевима прочеља Св. Петра. Највише је критиковао техничке недостатке објеката, јер је знао да је Бернини у тим елементима најслабији.

## Црква светог Карлина
Прилика се Бороминију указала тек 1634. године када је шпански монашки ред тринитараца од њега наручио да у Риму за манастир Св. Карла Боромејског, познатога као Свети Карлино, дизајнира цркву и неколико грађевина. Локација се налазила на Квириналу, у близини палате Барберини на раскршћу улица које на угловима имају зграде са фонтанама. Како би показао шта зна, Боромини је прво пројектовао клаустар и трпезарију, па пошто су наручиоци били задовољни, како је на малој и неправилној локацији то извео, наручили су од њега и израду саме цркве.
Црква се сматра јединственим примером архитектонског барокног решења. При пројектовању, он је занемарио принцип модула, односно мере настале мултиплицирањем модула који су најчешће били величине пречника стуба. Боромини је ову цркву и своје касније грађевине заснивао на геометријским јединицама – целинама. Приликом планирања и пројектовања одступио је од дотадаше методе планирања, које се и у целини и у свим деловима заснивала на додавању модула. Он је пошао путем дељења кохерентне геометријске целине на геометријске потцелине. То је био средњовековни начин размишљања па се сматра да је то знање понео још из Ломбардије, краја у којем је била јака зидарска традиција.
У хоризонталном плану црква је заснована на два једнакостранична троугла са заједничком основицом дуж трансверзалне осовине објекта. Ова крута геометрија је затим обликована као заталасани зид, испрекидан нишама. Највише пажње привлаче стубови који су груписани у низовима по 4 у интервалима, са размацима око подужне и попречне осовине. Смењивањем главних и споредних удубљења зидова створен је одређени ритам. У горњој зони тај ритам је промењен, зато што су елементи другачије повезани. Одређени елементи чине целину простора кохерентном иако све делује променљиво. У то се убрајају и сами стубови који по својој природи нису имали правац, али који су остварили континуалност и хомогеност малог простора управо својом наглашеном бројношћу.

### Купола цркве Светога Карлина
Изнад ове основе, Боромини је пројектовао и необичну куполу. Одступио је од постављања свода као што се то иначе радило изнад кружних и овалних основа (по типу Пантеона) и убацио је прелазну зону са пандантифима која му је омогућила непрекинуту закривљеност овалне куполе. У ствари, он је над овалном основом подигао конструкцију карактеристичну за квадратне и правоугаоне основе. Делови испод пандантифа имали су функцију стубаца као што се то јавља у основи грчког крста. У зони пандантифа налазе се и попречне нише које су, заједно са олтарским и улазним простором обрадили касетама које се по висини смањују и тако сугерирају да се ради о већој дубини од стварне. Купола је овалне основе и обрађена је дубоким касетама у облицима октогона, хексагона, крста, што даје саћасти изглед. Тај се облик удаљио од Бернинијеве идеје класично постављених касета. Осветљење се добија из латерне, али и из саме базе куполе, где се отвори налазе сакривени иза стилизованих листова који дају утисак да је купола одвојена од масивног и компактног корпуса грађевине. Боромини је у ентеријеру транспоновао три различита структурална типа:
- валовиту доњу зону, која далеко порекло има у облицима Хадријанове виле код Тиволија;
- прелазну зону са пандантифима која потиче из плана грчког крста;
- куполу на овалној основи која је по традицији могла бити подигнута само изнад основе зграде истог облика

Ова слобода и оштроумност у компоновању, три различита структурална типа представљају степеник којим је Боромини знатно унапредио архитектонску мисао и омогућио даља истраживања у северној Италији и даље, широм Европе.

### Фасада цркве Светога Карлина
Фасада цркве рађена је знатно касније и представља последње Бороминијево дело. Систем артикулације заснива се на комбиновању малих и гигантских стубова што се као идеја јавило још код Микеланђелових радова. Боромини је мотив, међутим, применио на нов начин, поставио их је у две равноправне зоне чиме је, у ствари, деловао противно идеји због које је комбинација настала. Уместо да уједини фронт пролазом колосалних стубова, он их је у ствари два пута поновио. Стубови у горњој зони обухватају целину која је супротна оној у доњој зони, Прочеље се састоји од три дела. У доњој зони два бочна конкавна дела и конвексни централни део чврсто су међусобно повезани непрекинутим, снажним венцем који прати таласасту линију у горњој зони три дела су конкавна и венац изнад је подељен на сегменте. Поред тога медаљон завршен луковичасто потпуно анулира ефекат венца као хоризонталне препреке. У доњој зони мали стубови уоквирују ниже са округлим прозорима и служе као ослонци за ниже са статуама; горе, мали стубови уоквирују ниже и носе панеле, тако да је створена обрнута ситуација, оно што је доле отворено, горе је затворерио и обрнуто. Отвор за врата има контраст у истуреној конвексној кутији. Изнад нише Св. Карла Боромејског налази се медаљон.
Очигледно је да се Боромини служио принципом који наглашено подвлачи поларизацију унутар исте теме, а то исто повезује и унутрашњост са спољашњошћу цркве. Ова обрада фасаде са минимумом голог зида, пребогатом пластичном декорацијом где око нигде не може да се одмори од утисака, типично је за зрели барок.
Поред свих архитектонских вештина, Боромини је у украсе укључио још и фантастичне елементе, као што су на пример керубини који уоквирују нишу са Св. Карлом Боромејским, а чија крила прерастају у заштитни лук изнад нише. Велика је снага израза коју Боромини исказује и која није примерена другим ауторима тог времена. Бернини, на пример, није никада користио такве елементе, јер се није никада одвојио од наративности у скулптури, која код њега није била подређена архитектури.

## Други пројекти
Други велики пројекат Боромини је добио за цркву Сан Иво Архигимназије (данас универзитет Ла Сапиенза). Цркву је требало подићи у источном делу издуженог кортилеа којии је архитекта Ђакомо дела Порта већ био изградио. Боромини је поново изабрао систем триангулације, али овог пута троуглови формирају правилан звездолики шестокрак. Тацке продора леже на пречнику и звездолика линија се добија спјањем тачака. Полукружни испади који замењују шпицеве једног троугла одређују круг са радијусом од половине странице троугла. Пре цркве Сан Иве делла Сапиенза, шестокрака звезда је била искључена из пројекта. У употреби чак није био ни хексагон. Разлог је био једноставан. За разлику од квадрата, октогона, где се исте стране супротстваљају другим странама кроз две главне осовине, код хексагона једна осовина пролази кроз странице, а друга кроз два угла. Тако план произашао из хексагона нема сагласа, већ може бити и конфликтних ситуација. Овај проблем Боромини је успешно решио. Његов метод је био револуционаран. Уместо да формира према традицији главни хексагонални простор са нижим деловима у угловима троугла, Боромини је у тим местима поставио колосалне стубове наглашавајући да посматрач може да региструје јединство и хомгеност целог црквеног простора. Овај осећај је потенциран врло оштро дефинисаним венцем, који преноси звездолики облик на висину.
Приступ је сличан као код цркве Сан Карлино. Сваки крак је артикулисан у три дела, два мања, идентична која уоквирују већи. Супротно од цркве Св. Карла, купола затвара корпус грађевине без прелазних форми. Она у ствари, наставља звездолики план од којег се сваки сегмент отвара у прозор. Веома је снажно наглашена вертикалност. На фантастичан начин меша се техничка виртуозност и религијски симболизам небеске и земаљске зоре. Споља Сан Иво користи дела Портин оквир у који се смешта црква са полукружним прочељем и затвореним аркадама, као супротност отвореним дуж других страна кортилеа. Изнад овог корпуса је смештена једна од најснажнијих купола. Боромини је следио традицију да затвори куполу, а не да се њене кривине виде, као што је то био обичај након Брунелескија. Структура његове куполе има пет делова:
- прво се изнад корпуса зграде диже хексагонални тамбур који конвексно испада изнад конкаве улаза;
- сваки од шест делова тамбура подељен је на два мања, бочна, и један централни већи, као што су тријаде у ентеријеру;
- тамо где се две конвексне стране сучељавају постављено је ојачање које даје виталност и тензију згради;
- изнад је постављена степенаста пирамида, подељена ребрима као контрафорима;
- пирамида је крунисана лантерном са двоструким стубовима и конкавним удубљењем између.

Сличност са малим храмом из Балбека је упадљива. Изнад ове три зоне, које у ствари имају три разлчита карактера, уздиже се завршна спирала која, их повезује као водећи елемент. Спирала је монолитна и скулпторална, а не одговара ниједном елементу ни споља ни унутра. Она је чвориште енергије која се ослобађа у великој гвозденој кугли постављеној на самом врху. Сан Иво се мора сматрати Бороминијевим ремек делом, јер је на тој грађевини он исказао потпун репертоар архитектонских елемената којима је суверено владао. Сва друга дела су остала или недовршена или су локацијски тако постављена да он, као аутор, није могао да се потпуно искаже.
За разлику од Бернинија који је архитектуру третирао као позорницу драматичних догађаја израђених кроз скулпторалну драматичност, црква Сан Иво је представник најдинамичније концепције архитектуре, на начин како се мотиви преплићу, сажимају или проистичу један из другог.
Треба подвући нарочито Бороминијево окретање средњовековној традицији северне Италије. Код неких мањих објеката применио је и тромпе, тако честе у романици и готици северне Италије. Оне су се користиле пре византијских пандантифа који су се користили у ренесанси. Боромини је поруџбину за цркву Св. Агнезе на тргу Навона добио када је првобитни градитељ Карло Раиналди био отпуштен. Наручилац је био папа Иноћентије X, који је желео да трг на којем се налазила, његова породична палата претвори у један од највећих у Риму. Уз палату се налазила једна старија црква и Св. Агнеза је требало да је замени. Раиналди је био замислио основу грчког крста, али са кратким крацима. Како је пројекат већ био почео да се реализује, Боромини је морао да се уклопи. Ипак он је успео да мањим изменама промени карактер пројекта. Простор припремљен за ступце украсног дела је затворио и тако обрадио да излазе из зида, тако да се има утисак да су и ступци и краци исте ширине, а простор делује као октогон. То је наглашено скулпторалним елементима, нарочито колористичким третманом ентеријера. Цело тело је бојено бело, само су стубови од црвеног камена. Вертикализам је сугериран јако наглашеним венцем који удруђује и повезује луке између носећих стубова. Једна врста атике изнад венца, која се јавља испод украсног дела појачава тај вертикализам. Октогонални простор који се као слика одражава и у уређењу пода, подржан је кохерентним ритмом алтернације плитких нижа уоквирених пиластрима и високих кракова крста уоквирених стубовима. Увлачењем кракова, Боромини је потенцирао тензију, обухватајући пројектом изузетно висок тамбур и развијену кривину куполе. (Раиналди је био замислио плитак тамбур и широку, плитку куполу.)
Знатно више слободе Боромини је имао у спољашњој обради цркве. Тамо где је Раиналди имао вестибил, Боромини је увукао фасаду и завршио је конкавно. Поред тога, проширио је фасаду и на делове фасада околних зграда чиме је добио простор за слободостојеће куле-звонике завидне висине. Ту се може уочити одређена идеја која повезује његово решење и Бернинијеве куле уз прочеље цркве Св. Петра. Оно што није пошло за руком Бернинију, Боромини је овде с лакоћом остварио. Ни на једној цркви до тада није остварена таква сагледљивост на први поглед, истовремено, кула звоника и куполе. У спољашњости Св. Агнезе може се уочити и просторна инспирација фасадом цркве Св. Иво.
Након смрти папе Иноћентија X, ситуација се променила и сад је Боромини изгубио посао, а вратио се Карло Раиналди. Одмах је изменио (покварио) оно што још није било завршено; унутрашњу декорацију, лантерну на куполи и фасаду изнад венца. Висока атика и тимпанон у центру, једноставна пластика на фасади цркве и звоника нису били Бороминијева замисао.
Боромини је радио на још једној цркви коју је започео други аутор. То је црква Сан Андреа делла Фратте, коју је градио Гаспаре Гуера. Овај објекат је Боромини напустио и он је остао недовршен. У унитрашњости се мало види од његових измена. Далеко је значајније уређење екстеријера. Главни утисак на посматрача остварује се визуром куполе и куле које се виде када се иде низ улицу Капо ле Косе, а то је оно што ову, иначе обичну, цркву издваја. Купола је, као на цркви Св. Иво, затворена у један тамбур, али се јављају четири дијагонално постављена контрафора, па су тако створена четири јаднака лица, која се састоје од широке конкаве тамбуре и уђе конкаве делова са контрафорима. Боромини је поново пошао од просторног развоја ритмичких тријада, као што су колосални редови у доњој зони који су објекту обезбедили кохерентност. Ова структура требало је да буде крунисана лантерном која је, нажалост, остала само у пројекту. Контраст куполи је кула у североисточном делу цркве. Састоји се од три суперпонирана дела, Најдоњи је масивни квадрат, односно коцка у простору, која има углове фланкиране стубовима, друга зона је кружна и отворена, следи на известан начин модел античких моноптероса. Изнад се налази једна непропорционално тешка балустрада која притиска тај кружни ток стубова. Трећа зона је, такође, отворена, али се састоји од по два керубина између којих су дубоке конкаве, што је усавршена верзија онога што је већ виђено на цркви Св. Иво. Завршетак куле је крунисан са четири извучене волуте које носе круну. То представља врхунац тријумфа како вере, тако и Бороминијевог концепта грађевине која стреми небу.
У Бороминијевом опусу постоје још две цркве Санта Марија деи Сете Долори и Заједнице за пропаганду вере (Колеђо де пропаганда фиде ), али оне се ређе спомињу и мање цене.
Специфичан проблем решавао је Боромини у малом ораторијуму (капели) у оквиру манастира братства конгрегације Св. Филипа Нерија. И у овом слуцају је локација задатка била ограничена, јер се ораторијум градио одмах уз цркву Санта Марла ин Валлицелла. Иза ораторијума изграђени су делови манастирске целине, иако је по величини и значају манастир био значајнији од манастира Св. Карла Боромејског, ипак у њему није остварена она живост и компактност као код Сан Карлина, Пројекат је, међутим, обележен сјајним прочељем ораторијума, чија организација нема везе са унутрашњом диспозицијом. Главни улаз делује као да је симетрично постављен према унутрашњем распореду, иако то није тачно. На фасади је Боромини спојио општи сакрални израз и елементе украса са елементима профаних грађевина, као што су, на пример, прозори.
Конгрегација је тражила да фасада не буде од камена, како не би конкурисала фасади цркве Санта Марија ин Валицела. Зато је Боромини до највишег степена развио техничку прецизност малтерске обраде опеке. Главни део фасаде има 5 делова повезаних пиластрима, све закочено у благој конкави. Али, док је у доњој зони централни део конкаван, у горњој зони ту се налази дубока ниша. Фасада је по први пут крунисана обликом тимпанона који се састоји од кривих и правих линија. Облик тимпанона условљен је је вертикалним тенденцијама на фасади. Три централна дела сугерирају ритам тако што су незнатно избачени и раздвојени од бочних додатним полупиластром. Иако постоји јединство свих 5 делова, тријада центра је наглашена, а тимпанон појачава овај утисак. Од осталих елемената декора истичу се дубоке нише у доњој зони које зиду дају пуноћу затим прозори у првои зони који имају тимпаноне, који као да сабијају подеони хоризонтални венац, затим решење прозора на другом спрату, који су опет слободни и уоквирени зидом.
Посебно вешто Боромини је урадио један деликатан задатак у ентеријеру цркве Сан Ђовани ин Латерано. Ова стара, касноантицка базилика из ИВ века била се у XВИИ веку скоро срушила, па је требало поправити и дати јој савременији изглед унутрашњости. Боромини је дошао на идеју да повеже по два стуба базилике и да их обједини унутар једног ступца.
Сваки, тако добијени стуб, уоквирио је колосалним редом пиластара кроз целу висину брода и у тако добијене нише поставио је табернакуле са скулптурама светаца. Између стубова су формиране аркаде, што је створило један ритам познат још код Брамантеа, па чак и код Албертија. Боромини је поред ритма уведеног сменом високих стубова и нижих аркадних отвора (А, б, А, б) увео и ритам нижих табернакула и виших аркада (а, Б, а, Б). што се тиче профаних грађевина, Боромини је био везан за неколико њих, али ниједну није у потпуности извео. Овде се спомињу само Палазо Спада, Палазо Фалцониери, Палазо Пампхилли на тргу Навона, библиотека Алесандрина у северном крилу архигимназије Сапиенза. Код библиотеке су ормани за књиге саставни део архитектуре и то је била нова концепција која ће постати прототип за библиотеке у 18. веку.
Највећи подухват у профаној архитектури била је зграда Колеђо ди Пропаганда Фиде. Језуити су били на врхунцу моћи и својим зградама заузимали су централне позиције у Риму. Једна од тих локација била је на углу шпанског трга, али је простор био врло незгодног облика. Бернини је згради већ био и направио фасаду са трга. Постојао је читав низ проблема, тако да је мало шта могло да се уради у ентеријеру. Далеко интересантнија била је обрада фасаде ка улици ди Пропаганда. И овде, као на Сан Филиппо Нери фасада је имала двоструку функцију за цркву и за палату. Душа осовина цркве постављена је паралелно са улицом, а фасада има потпуно несвакидашњи карактер палате. Подела на 7 делова артикулисана је са џиновским редовима пиластера, од тла до врло оштрог венца. Све је сажето и поједностављено. Капители имају само неколико усправних канелура, венац је без фриза. Централни део је врло благо конкаван и чини контраст према равним линијама фасаде. Изненађујуће богато је решен само прозор изнад портала. Остали прозори су, такође, декорисани, али делују, као збијени у уском простору између великих пиластара. Сваки други прозор има исти мотив као портал, а парни имају мотив прозора изнад портала. Исто се понавља и на другом спрату, али у знатно поједностављеној форми.
Може се уочити да се Бернини целог свог живота бавио моделовањем простора и маса и да се то одвијало кроз еволуцију и трансформацију кључних мотива који су били његова специфичност. Услед тога што је сваку структуру подређивао основном геометријском концепту, он се удаљио од ренесансне методе пројектовања у масама и модулима, и окренуо се ка функционалном, динамичком, ритмички јасном костуру грађевине.
Нешто је, ипак, позајмио и од других аутора, и то од оних којима се посебно дивио од Микеланђела и Паладија, њихове идеје, елементе хеленизма. С друге стране, за време његовог живота, Бернини и његове присталице сматрали су да је он разорио прихваћене конвенције и правила добре архитектуре.